# Карл Лібкнехт
Карл Лібкнехт (нім. Karl Liebknecht; 13 серпня 1871, Лейпциг — 15 січня 1919, Берлін) — діяч німецького й міжнародного робітничого руху, один із засновників Комуністичної партії Німеччини.

## Життєпис
За професією адвокат. Освіту здобув в університетах Лейпцига й Берліна. В 1900 році вступив у ряди Соціал-демократичної партії. В 1904 році виступив у німецькому суді захисником російських і німецьких соціал-демократів, що їх обвинувачувано в нелегальному перевезенні через кордон російської соціал-демократичної літератури.
У кінці травня 1903 виступив захисником на суді Повара (член ЦК РСДРП Щеколдін Ф. І.) у Мюнхені. Щеколдіна заарештовано 23 травня 1903 року в Шарлоттенбургу за проживання за підробленим паспортом на ім'я болгарина Дімчо Попова. Карл Лібкнехт домігся його звільнення з тюрми. А після Повара вислано до Росії.
Один із засновників Соціалістичного інтернаціоналу молоді (1907); в 1907—1910 був його головою. На першій міжнародній конференції молодіжних соціалістичних організацій, скликаній у 1907, Лібкнехт виступив із доповіддю про боротьбу з мілітаризмом.
У січні 1916 Лібкнехта виключено з соціал-демократичної фракції рейхстагу. Із трибуни палати депутатів Лібкнехт закликав берлінський пролетаріат вийти 1 травня 1916 на демонстрацію на Потсдамський майдан із гаслами: «Геть війну!», «Пролетарі всіх країн, єднайтеся!». Під час демонстрації Лібкнехт закликав повалити уряд, що веде імперіалістичну війну. За цей революційний виступ його заарештовано. Під тиском революційних мас кайзерівський уряд змушений був у жовтні 1918 звільнити Лібкнехта.
У січні 1919 Лібкнехт став на чолі заколоту, спрямованого проти соціал-демократичного керівництва Німеччини. Заколотники намагалися встановити в Німеччині радянську владу. Соціал-демократи побоювалися, що дії Лібкнехта і його прихильників можуть призвести до громадянської війни. Уряд соціал-демократів увів надзвичайний стан і застосував проти повсталих силу. 11-12 січня комуністичний заколот у Берліні придушено. Центральний орган Соціал-демократичної партії Німеччини «Форвертс» («Vorwarts») відкрито зажадав убивства вождів Комуністичної партії Німеччини. За голови Карла Лібкнехта й Рози Люксембург було призначено 100 000 марок. 15 січня 1919 Лібкнехта й Люксембург заарештовано. Потім Карла Лібкнехта жбурнули в авто й відвезли в Тіргартен, де його, в напівнепритомному стані, витягли з автівки й застрелили.

## Погляди
Лібкнехт належав до лівого крила марксистського ревізіонізму кінця XIX століття. Представники лівого крила ревізіонізму виступали за негайне здійснення революційних перетворень, повну націоналізацію засобів виробництва та їхнє усуспільнення, за встановлення абсолютної диктатури пролетаріату, планової економіки. Теоретичною основою радикалізму лівих ревізіоністів стало економічне вчення про експлуатацію робітничого класу міжнародними союзами капіталістів за умов монополістичної стадії розвитку. Вони висунули теорію непримиренности класів, закликали до здійснення революції у світовому масштабі. Ревізуючи марксизм, представники лівого крила висували набагато радикальніші ідеї, ніж Маркс та Енгельс.

### Праці
- Klassenkampf gegen den Krieg, В., 1919.
- Ausgewählte Reden, Briefe und Aufsätze, B., 1952.
- Gesammelte Reden und Schriften, Bd 1—9, В., 1958—68.
- Bd 8,2 ergänzte Auflage, 1972.
- Bd 9,2 ergänzte Auflage, 1971.

### Праці в перекладі на російську мову
- Либкнехт К. Мой процесс по документам. Пг., 1918.
- Либкнехт К. Письма. Пг., 1922.
- Либкнехт К. Милитаризм и антимилитаризм в связи с рассмотрением интернационального движения рабочей молодёжи. М., 1960.
- Либкнехт К. Избранные речи, письма и статьи / Либкнехт К. — М.: Госполитиздат, 1961. — 510 с.
- Либкнехт К. Мысли об искусстве. Трактат, статьи, речи, письма. М., 1971.

### Про Лібкнехта
- Яновская М. И. Карл Либкнехт / Яновская М. И. — М.: Мол. гвардия, 1965. — 318 с.
- Черный О. Е. Немецкая трагедия: Повесть о Карле Либкнехте. — М.: Политиздат, 1971. (Пламенные революционеры) — 478 с, ил., То же. — 2-е изд. — 1982. — 445 с, 7 л. ил.
- Современники о Марксе: П. Лафарг, В. Либкнехт, Ф. Лесснер. — М.: Политиздат, 1982. — 125 с.
- Марксистская философия в международном рабочем движении в конце 19 — начале 20 века / отв. ред. д-ра философ. наук Б. В. Богданов, И. С. Нарский; Акад. наук СССР, Ин-т философии, Акад. обществен. наук при ЦК КПСС. — М.: Наука, 1984. — 447 с.